# Gauliga Schlesien 1933/34
Die Gauliga Schlesien 1933/34 war die erste Spielzeit der Gauliga Schlesien im Fußball. Die Meisterschaft sicherte sich der Beuthener SuSV 09 mit vier Punkten Vorsprung auf den SpVgg Breslau 02. Der Beuthener SuSV 09 qualifizierte sich für die Endrunde um die deutsche Meisterschaft und schied dort bereits nach der Gruppenphase aus. Die Abstiegsränge belegten die SpVgg 1919 Hoyerswerda und STC 06 Görlitz. Aus den Bezirksligen stiegen SpVgg Deichsel Hindenburg und SC Schlesien Haynau auf.
Der erste Spieltag der Gauliga wurde am 3. September 1933 ausgetragen.

## Teilnehmer

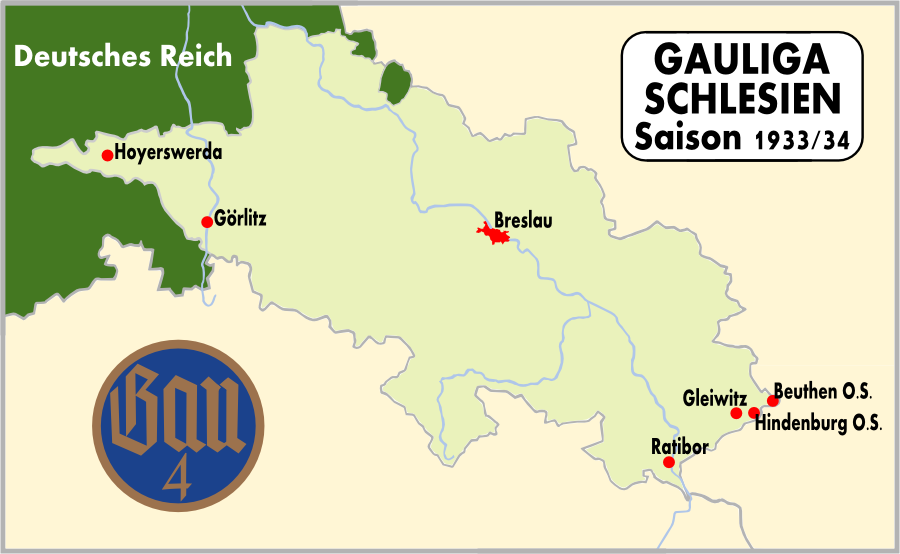
Spielorte der Gauliga Schlesien 1933/34.

Für die erste Austragung der Gauliga Schlesien qualifizierten sich folgende Mannschaften:
- die vier besten Teams aus der Bezirksklasse Oberschlesiens 1932/33:
  - SpVgg Vorwärts-Rasensport Gleiwitz
  - Beuthener SuSV 09
  - SpVgg Ratibor 03
  - SC Preußen Hindenburg
- die vier besten Teams aus der A-Klasse Breslau 1932/33:
  - Breslauer SpVg 02 (Fusion aus Breslauer SC 08 und Vereinigte Breslauer Sportfreunde)
  - Breslauer FV 06
  - SC Hertha Breslau
  - SC Vorwärts Breslau
- der Oberlausitzer Vizemeister aus der Saison 1932/33:
  - STC Görlitz
- die beste Mannschaft aus der A-Klasse Niederlausitz 1932/33, die nicht aus dem Bereich Cottbus, Forst, Guben kommt. A
  - SV Hoyerswerda 1919

## Abschlusstabelle
| Pl. | Verein                             | Sp. | S  | U | N  | Tore    | Quote | Punkte |
| --- | ---------------------------------- | --- | -- | - | -- | ------- | ----- | ------ |
| 1.  | Beuthener SuSV 09                  | 18  | 14 | 1 | 3  | 053:240 | 2,21  | 29:70  |
| 2.  | Breslauer SpVg 02                  | 18  | 11 | 3 | 4  | 053:270 | 1,96  | 25:11  |
| 3.  | SC Hertha Breslau                  | 18  | 11 | 2 | 5  | 044:300 | 1,47  | 24:12  |
| 4.  | SpVgg Vorwärts-Rasensport Gleiwitz | 18  | 9  | 2 | 7  | 041:230 | 1,78  | 20:16  |
| 5.  | SC Vorwärts Breslau                | 18  | 8  | 3 | 7  | 045:430 | 1,05  | 19:17  |
| 6.  | SpVgg Ratibor 03                   | 18  | 6  | 4 | 8  | 040:450 | 0,89  | 16:20  |
| 7.  | SC Preußen Hindenburg              | 18  | 6  | 3 | 9  | 041:410 | 1,00  | 15:21  |
| 8.  | Breslauer FV 06                    | 18  | 6  | 2 | 10 | 025:410 | 0,61  | 14:22  |
| 9.  | SV Hoyerswerda 1919                | 18  | 4  | 4 | 10 | 025:530 | 0,47  | 12:24  |
| 10. | STC Görlitz                        | 18  | 2  | 2 | 14 | 027:670 | 0,40  | 06:30  |

## Kreuztabelle
Die Kreuztabelle stellt die Ergebnisse aller Spiele dieser Saison dar. Die Heimmannschaft ist in der linken Spalte, die Gastmannschaft in der oberen Zeile aufgelistet.
| 1933/34                            | Beuthener SuSV 09 | Breslauer SpVg 02 | SC Hertha Breslau | SpVgg Vorwärts-Rasensport Gleiwitz | SC Vorwärts Breslau | SpVgg Ratibor 03 | SC Preußen Hindenburg | Breslauer FV 06 | SV Hoyerswerda 1919 | STC Görlitz |
| ---------------------------------- | ----------------- | ----------------- | ----------------- | ---------------------------------- | ------------------- | ---------------- | --------------------- | --------------- | ------------------- | ----------- |
| Beuthener SuSV 09                  |                   | 3:0               | 2:1               | 4:2                                | 5:3                 | 4:1              | 7:2                   | 1:0             | 9:1                 | 7:0         |
| Breslauer SpVg 02                  | 6:3               |                   | 1:2               | 5:3                                | 2:1                 | 1:2              | 4:2                   | 3:0             | 1:1                 | 6:2         |
| SC Hertha Breslau                  | 0:2               | 2:0               |                   | 1:0                                | 2:3                 | 2:0              | 2:1                   | 4:2             | 2:2                 | 3:0         |
| SpVgg Vorwärts-Rasensport Gleiwitz | 0:1               | 1:2               | 1:0               |                                    | 1:1                 | 3:0              | 2:0                   | 3:0             | 2:1                 | 3:0         |
| SC Vorwärts Breslau                | 5:0               | 0:0               | 2:9               | 2:8                                |                     | 4:2              | 4:2                   | 4:0             | 3:0                 | 5:0         |
| SpVgg Ratibor 03                   | 1:1               | 1:3               | 3:4               | 1:0                                | 2:2                 |                  | 0:0                   | 3:4             | 6:1                 | 5:2         |
| SC Preußen Hindenburg              | 0:1               | 3:3               | 0:1               | 3:1                                | 4:2                 | 6:3              |                       | 6:0             | 2:3                 | 1:4         |
| Breslauer FV 06                    | 2:0               | 0:5               | 1:1               | 0:3                                | 2:0                 | 1:2              | 2:2                   |                 | 4:1                 | 3:1         |
| SV Hoyerswerda 1919                | 0:2               | 1:3               | 6:2               | 0:6                                | 0:4                 | 3:3              | 1:2                   | 1:0             |                     | 1:1         |
| STC Görlitz                        | 0:1               | 0:8               | 4:6               | 2:2                                | 4:0                 | 4:5              | 1:5                   | 1:4             | 1:2                 |             |

## Aufstiegsrunde
Qualifiziert für die Aufstiegsrunde waren die Meister der drei Bezirksligen Nieder-, Mittel- und Oberschlesien. Diese traten dann im Rundenturnier mit Hin- und Rückspiel gegeneinander an. Die zwei besten Mannschaften stiegen auf. Der eigentliche Bezirksmeister in Niederschlesien, TuSV Weißwasser, wurde vom Fachamt Fußball in den Sportgau Berlin-Brandenburg umsortiert, so dass der niederschlesische Vizemeister an der Aufstiegsrunde teilnehmen durfte.

### Abschlusstabelle
| Pl. | Verein                                                        | Sp. | S | U | N | Tore    | Quote | Punkte |
| --- | ------------------------------------------------------------- | --- | - | - | - | ------- | ----- | ------ |
| 1.  | SC Schlesien Haynau (Vizemeister Bezirksliga Niederschlesien) | 4   | 2 | 1 | 1 | 015:140 | 1,07  | 05:30  |
| 2.  | SpVgg Deichsel Hindenburg (Meister Bezirksliga Oberschlesien) | 4   | 2 | 0 | 2 | 010:100 | 1,00  | 04:40  |
| 3.  | Polizei SV Breslau (Meister Bezirksliga Mittelschlesien)      | 4   | 1 | 1 | 2 | 010:110 | 0,91  | 03:50  |

### Kreuztabelle
| 1933/34                   | SC Schlesien Haynau | SpVgg Deichsel Hindenburg | Polizei SV Breslau |
| ------------------------- | ------------------- | ------------------------- | ------------------ |
| SC Schlesien Haynau       |                     | 5:2                       | 4:3                |
| SpVgg Deichsel Hindenburg | 5:2                 |                           | 1:3                |
| Polizei SV Breslau        | 4:4                 | 0:2                       |                    |